# Локомотив (футбольный клуб, Харьков)
«Локомотив» — советский футбольный клуб из Харькова.

## История
Создан в 1936 году на основе команды «Красный железнодорожник», организованной в 1923 году. Представляла Южную железную дорогу (ВДСО «Локомотив»). Цвета — красно-белые. Играла на стадионах «Трактор», «Дзержинец» и «Динамо».
В чемпионате СССР — во 2-й группе (1945—1948), высшей лиге (1949—1950, 1953—1954), классе «Б» (1951—1952, 1955). В высшей лиге 114 матчей: +34=23-57, мячи 112—178. Высшее достижение — 9-е место (1953).
В Кубке СССР 27 (1) матчей: +11=3-13 (1), мячи 40-42. Высшее достижение — 1/4 финала (1948).
Обладатель Кубка УССР 1945 года, финалист 1946 года
В 1956 году выбыла из чемпионата СССР, уступив своё место и ведущих игроков «Авангарду» (Xарьков).

## Известные футболисты
- Г. Борзенко — 98 игр в высшей лиге, 27 мячей
- С. Чижов — 97 игр, 24 мяча
- Н. Уграицкий — 95 игр
- В. Зуб — 90 игр, 13 голов
- П. Пономаренко — 86 игр, 9 голов
- Н. Голяков
- Э. Дубинский

Главные тренеры в высшей лиге: П. Г. Паровышников (1949, 1954, с июня), Г. Г. Путилин (1950), А. Т. Шевцов (1953-54, по июнь).

## Стиль игры
Имея сильных игроков во всех игровых линиях, команда исповедовала оборонительный футбол, рассчитывая на внезапные контратаки, основанные на высоких скоростных качествах нападающих.